# Sanzō Wada
Sanzō Wada, jap. 和田 三造 (ur. 3 marca 1883 w prefekturze Kioto, zm. 22 sierpnia 1967 w Tokio) – japoński projektant kostiumów filmowych i malarz.
Absolwent Tokijskiego Uniwersytetu Sztuki. W latach 1907–1915 studiował w Europie. Zdobywca Oscara za najlepsze kostiumy w filmie barwnym do filmu Wrota piekieł (1953) Teinosuke Kinugasy.